# Basseterre
Basseterre ([bæsˈtɛər]) is de hoofdstad en grootste plaats van de Caraïbische eilandstaat Saint Kitts en Nevis. De stad ligt aan de zuidkust van het hoofdeiland Saint Kitts. Ze maakt deel uit van de parish Saint George Basseterre, waarvan het eveneens de hoofdplaats is, maar ligt ook gedeeltelijk in het zuiden van Saint Peter Basseterre. Basseterre is naast het politieke ook veruit het belangrijkste economische, financiële en culturele centrum van de ministaat. De naam van de plaats dient niet te worden verward met Basse-Terre, de hoofdstad van het naburige Franse overzeese eilanddepartement Guadeloupe.

## Geschiedenis
Basseterre werd in 1627 gesticht door de Fransen, waarmee het een van de oudste nederzettingen in het Caraïbisch gebied is. Onder gouverneur Phillippe de Longvilliers de Poincy ontwikkelde ze zich tot een belangrijke koopvaardijhaven. In 1727 werden de Fransen uit Saint Kitts verjaagd, en werd Basseterre de nieuwe hoofdstad. In 1867 werd een groot deel van de stad door brand verwoest, en alleen de methodistenkerk en het ministerie van Financiën dateren van voor de brand. De stad heeft een combinatie van Engelse en Franse architectuur.

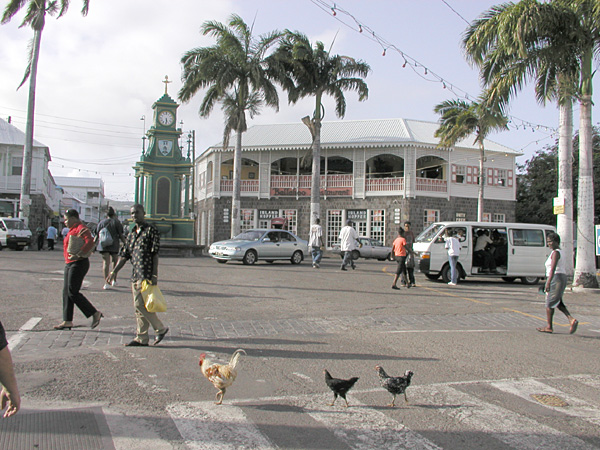
Kippen op het zebrapad bij de Circus

De binnenstad van Basseterre concentreert zich rond twee pleinen. De Circus was ontstaan na de brand. In 1883 werd een fontein en kloktoren op het plein gebouwd, en ontwikkelde het zich tot een centraal plein.
Independence Square heeft zijn oorsprong in 1714 als een weiland. In 1750 werd de rechtbank aan het plein gebouwd, en vanaf 1790 werd het plein gebruikt als slavenmarkt. In 1792 werd aan de oostelijke zijde overheidsgebouwen gebouwd. In 1855 werd een fontein  op het plein geplaatst. Het plein heette oorspronkelijk Pall Mall, maar in 1983 werd bij de onafhankelijkheid van Saint Kitts en Nevis de naam gewijzigd in Independence Square. Het plein wordt veel gebruikt voor culturele manifestaties.
De St. George's Anglicaanse kerk was in 1670 oorspronkelijk gebouwd door jezuïeten. In 1706 werd de kerk in brand gestoken door de Britten, en in 1710 werd herbouwd als Anglicaanse kerk. Vervolgens werd de kerk achtereenvolgend verwoest door een aardbeving, een orkaan, en een brand. De huidige kerk dateert uit 1869.
De Kathedraal van de Onbevlekte Ontvangenis is de belangrijkste katholieke kerk van Saint Kitts en Nevis. In 1713 werd de katholieke kerk verboden door de Britten. Vanaf 1835 vond een Portugese migratie van Madeira naar Saint Kitts plaats. In 1856 werd de kerk gebouwd, en vervangen door de huidige kerk in 1928. In 1981 kreeg de kerk de status van cokathedraal.
Basseterre is de hoofdzetel van de Eastern Caribbean Central Bank, het centrum van de muntunie van acht Oost-Caraïbische staten en territoria die de Oost-Caribische dollar als betaalmiddel gebruiken.

## Transport

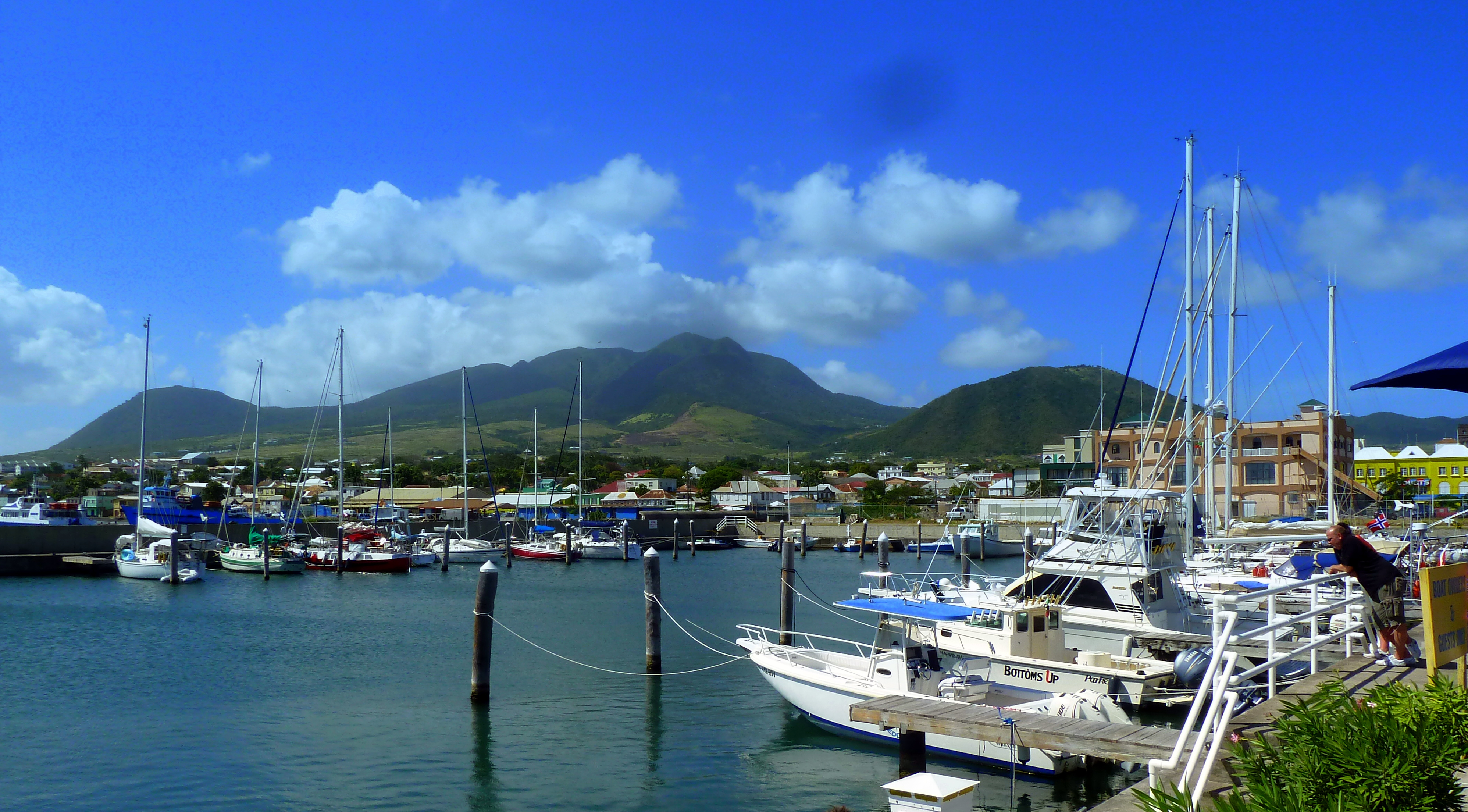
Jachthaven van Basseterre

Robert L. Bradshaw International Airport is het internationale vliegveld van het eiland en bevindt zich ten oosten van Basseterre. Port Zante wordt gebruikt door cruiseschepen, en bevindt zich in het zuiden van Basseterre. Tevens is er een veerbootterminal die reguliere veerdiensten aanbiedt tussen het eiland Saint Kitts en het eiland Nevis, en charterboten naar Sint Maarten, Saba en Sint Eustatius. De veerboot voor auto's naar Nevis komt niet bij Charlestown, de hoofdstad aan, maar bij Sea Bridge.

## Sport
Het Warner Park Stadium is het belangrijkste sportstadion van Basseterre. Het is gebouwd voor cricket, maar wordt ook voor voetbalwedstrijden gebruikt. De capiciteit is 8.000 personen. De lokale voetbalclub is Garden Hotspurs FC die in de hoogste divisie speelt.

## Geboren in Basseterre
- Joan Armatrading (1950), zangeres
- Dennis Byron (1942), jurist en voormalig president van het Rwanda-tribunaal

## Galerij

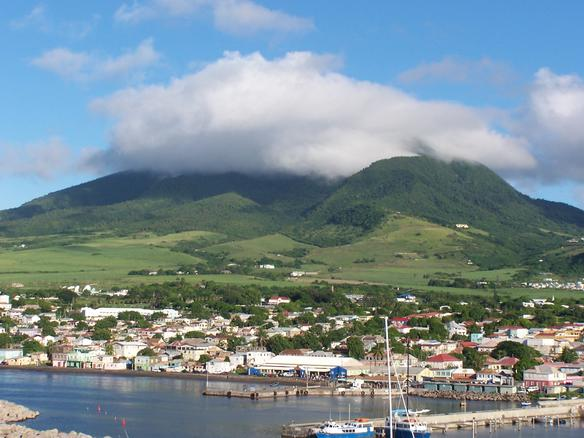
Basseterre vanaf het water
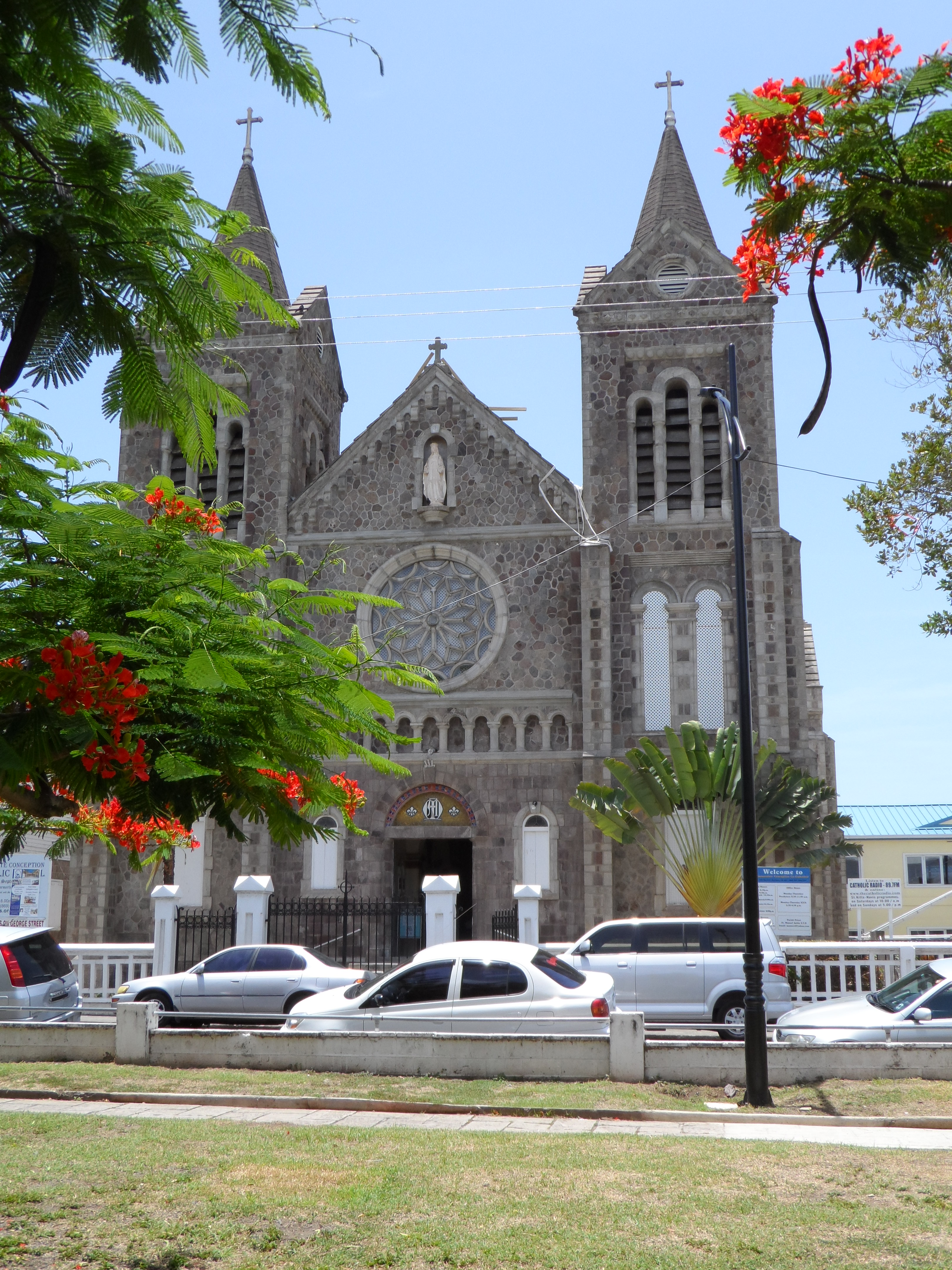
Kathedraal van de Onbevlekte Ontvangenis
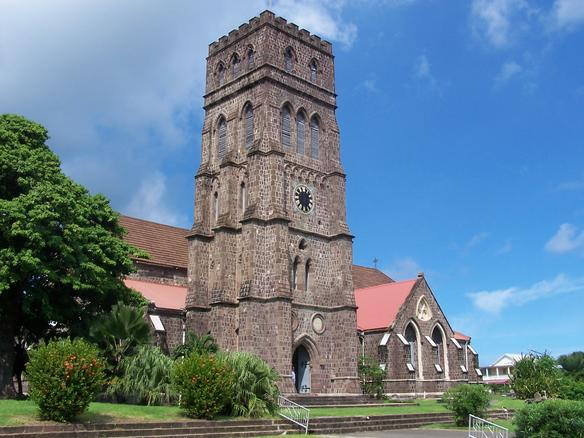
St. George's Anglicaanse kerk
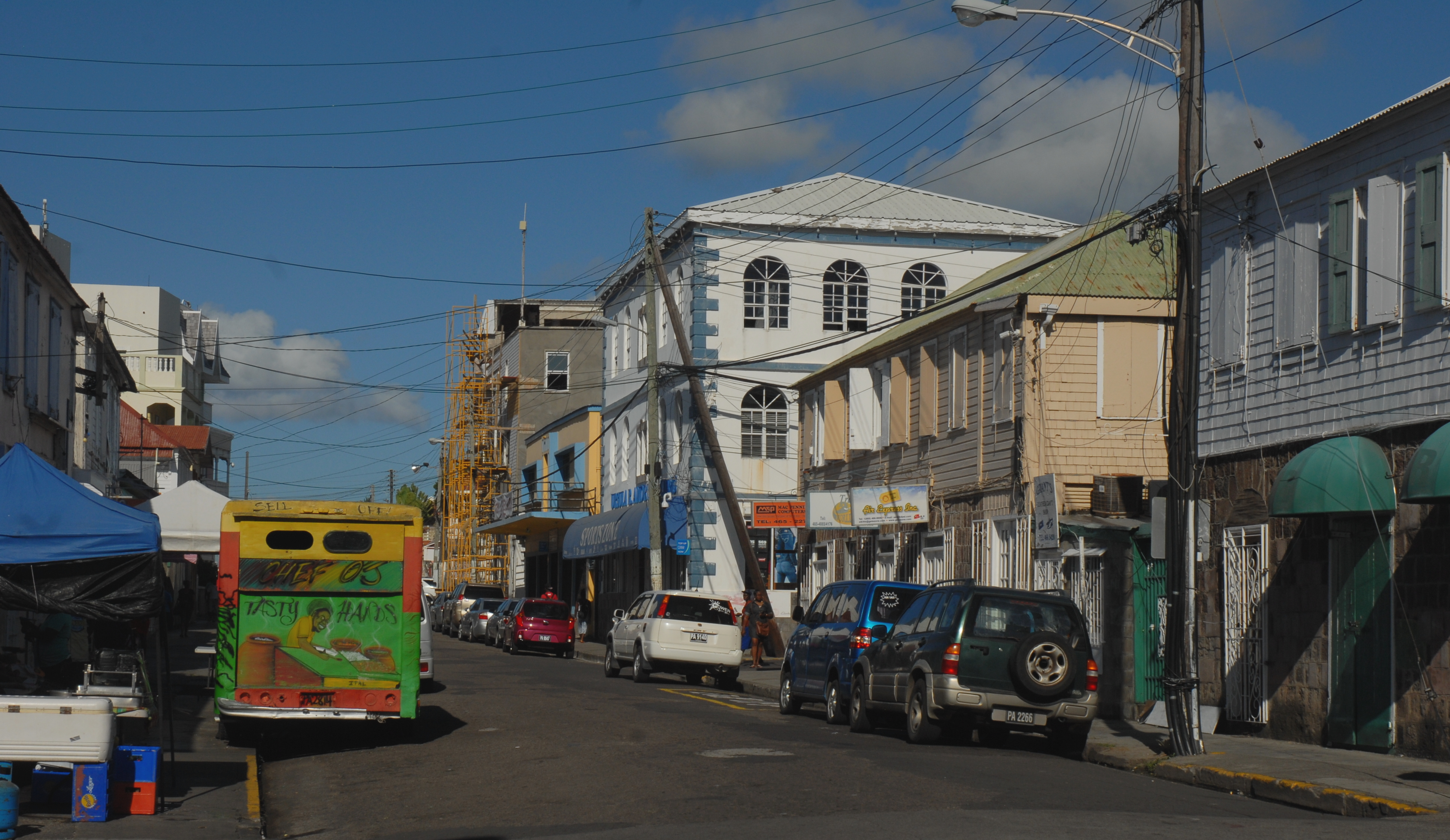
Straat in Basseterre

- Gemeinsame Normdatei: 4631228-6
- Library of Congress Control Number: n83184340
- National Archives and Records Administration: 10037371
- Nationale Bibliotheek van Israël: 987007559963205171
- Virtual International Authority File: 168314164
- WorldCat: E39PBJhCCkmpkKWwVbbJK7Ytrq